# Малая улица (Пушкин)
Ма́лая улица — улица в городе Пушкине (Пушкинский район Санкт-Петербурга). Проходит от Дворцовой до Набережной улицы.
Название Малая улица появилось в 1750-х годах, одновременно с Передней (ныне Садовой) и Средней улицами.
4 сентября 1919 года стала улицей Револю́ции — в честь ВОСР. 7 июля 1993 года историческое название — Малая улица — вернули.
7 ноября 2006 года в сквере на углу Конюшенной и Малой улиц установили памятник Ленину, прежде стоявший в Таврическом саду Санкт-Петербурга. Скульптор — В. Б. Пинчук. Вечером 6 декабря 2010 года неизвестные взорвали памятник. Возвращение затянулось из-за отсутствия балансодержателя. КПРФ обещала содействовать в возвращении, но до настоящего времени (ноябрь 2018 года) этого не произошло.

## Перекрёстки
- Дворцовая улица
- Церковная улица
- Леонтьевская улица
- Оранжерейная улица
- Конюшенная улица
- Набережная улица

## Здания и сооружения
По нечётной стороне

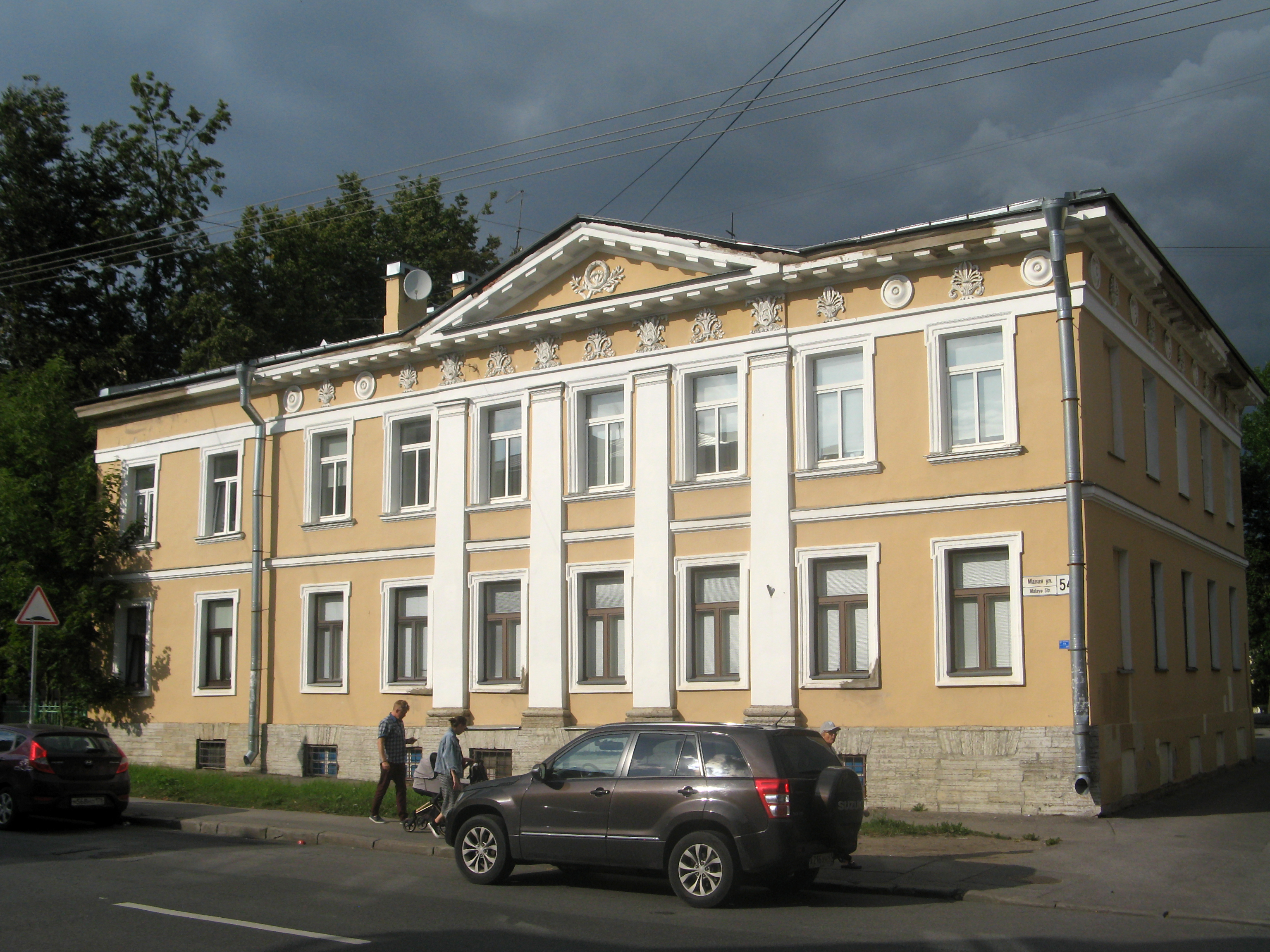
Дом Баранова (Малая улица, 54)

- Дом № 7-9 — Дворцовая электростанция;
- дом № 13 — флигель усадьбы Паткуль;
- дом 1№ 7/13 — дом Васильевых;
- дом № 29/11 — дом Калашниковой.

По чётной стороне
- дом № 8 — усадьба Зурова;
- дома № 14, 14а, 16, 18 — Мастеровой двор Царскосельского дворцового правления;
- дом № 54 — дом Баранова;
- дом № 46 — дом де Траверсе, деревянный двухэтажный особняк, построенный в первой трети XIX века по проекту арх-ра Николая Никитина[3]. В апреле 2020 здание незаконно снесли, в мае КГИОП выдало разрешение на снос задним числом[4];
- дом № 66/12 — Царскосельская гимназия.